# Barcy
 Barcy  es una población y comuna francesa, en la región de Isla de Francia, departamento de Sena y Marne, en el distrito de Meaux y cantón de Meaux-Nord.

## Demografía
| 289 | 302 | 313 | 312 | 293 | 292 | 294 | 296 | 297 | 282 | 289 | 253 | 274 | 249 | 218 | 239 | 239 | 219 | 248 | 235 | 202 | 223 | 205 | 227 | 251 | 243 | 234 | 189 | 180 | 173 | 200 | 213 | 223 |
| Para los censos de 1962 a 1999 la población legal corresponde a la población sin duplicidades (Fuente: INSEE [Consultar]) |     |     |     |     |     |     |     |     |     |     |     |     |     |     |     |     |     |     |     |     |     |     |     |     |     |     |     |     |     |     |     |     |